# Wilhelm von Æbelholt
Wilhelm von Æbelholt, auch Guillaume de Paris oder Wilhelmus Abbas S. Thomae de Paraclito (* um 1127; † 6. April 1203 im Kloster Æbelholt bei Hillerød, Dänemark), war ein französischer Augustiner-Chorherr, der ab 1164 Abt des Klosters Eskilsø im Nordosten der dänischen Insel Seeland und ab 1175 des Augustinerstifts Æbelholt war. Durch seine Nähe zu dem einflussreichen Bischof von Roskilde und späteren Erzbischof von Lund, Absalon, spielte Wilhelm auch eine wichtige Rolle in der skandinavischen Politik und für Dänemarks Verbindung nach Frankreich. Viele seiner Briefe sind erhalten. Die sofort nach seinem Tod einsetzende Verehrung führte 1224 zu seiner Heiligsprechung.

## Leben
Guillaume entstammte einer vornehmen französischen Familie. Sein Geburtsdatum ist zwar nicht bekannt, es wird aber angenommen, dass er um 1127 geboren wurde. Er war von seinen Eltern für eine geistliche Laufbahn bestimmt worden und wurde bei seinem Onkel Hugo, dem Abt der Abtei Saint-Germain-des-Prés, erzogen. Seine mönchische Rigorosität trug ihm schon in jungen Jahren den Ruf der Heiligkeit ein, machte ihn aber zugleich unbeliebt bei seinen Mitschülern. Er überlegte, sich dem strengen Zisterzienserorden anzuschließen, doch sein Onkel verschaffte ihm trotz seiner Jugend 1147 eine Präbende als Diakon, weshalb er als Säkularkanoniker in das Stift Sainte-Geneviève in Paris eintrat.

### Sainte-Geneviève
Im folgenden Jahr unterstellte Suger von Saint-Denis das Stift den Augustiner-Chorherren vom Heiligen Victor. Während die meisten anderen bisherigen Stiftsmitglieder sich nicht der strengen Augustinusregel unterwerfen wollten, blieb Guillaume. Das Sainte-Geneviève-Stift war damals ein Zentrum der Gelehrsamkeit. Dort schloss Guillaume die Bekanntschaft mit dem vermutlich etwa gleichaltrigen Absalon aus dem mächtigen dänischen Adelsgeschlecht der Hvide, der sich in Paris zum Studium aufhielt.
Um 1161 verfasste er den Tractatus de revelacione capitis et corporis beate Genouefe, eine Geschichte der Auffindung der Reliquien der heiligen Genoveva von Paris, nach der das Stift benannt war.
Als Subprior geriet er wegen seiner religiösen Strenge in Konflikt mit dem Prior. Schließlich flüchtete er 1162 zu Papst Alexander III., der ihn in sein Stift zurückschickte, aber 1164 die Strafe, die der Prior wegen seines Ungehorsams über ihn verhängt hatte, milderte.

### Abt von Eskilsø

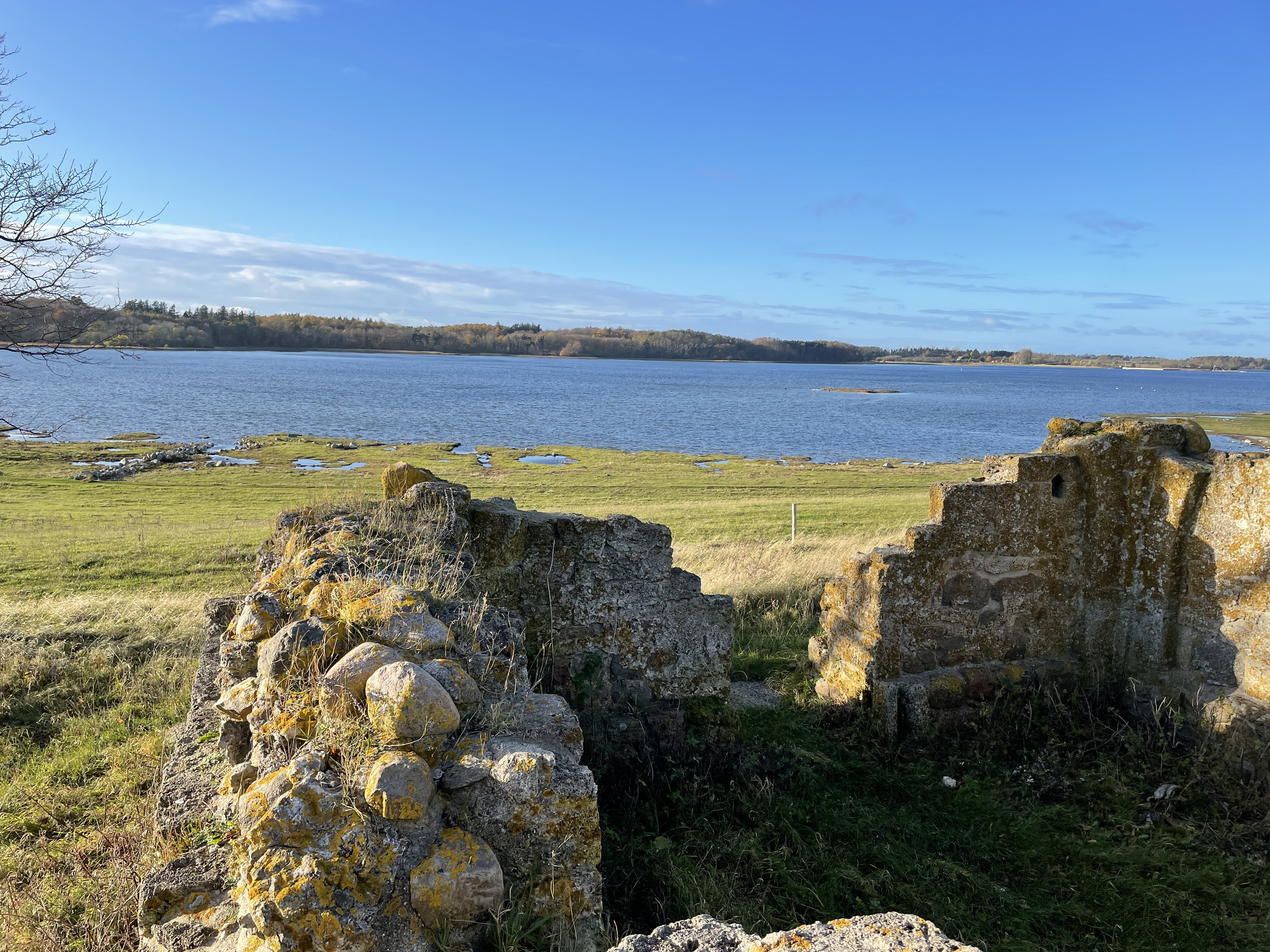
Ruine der Klosterkirche auf Eskilsø

In der Zwischenzeit war Absalon nach Dänemark zurückgekehrt. Er unterstützte seinen Pflegebruder Waldemar I. im Kampf um die Thronfolge und wurde nach dessen Sieg 1157 zum Bischof von Roskilde ernannt. Dem Dom zu Roskilde war das Chorherrenstift mit dem Patrozinium des Apostels Thomas auf der Insel Eskilsø im Roskilde-Fjord zugeordnet, das direkt dem Bischof unterstand. In dem heruntergekommenen Stift lebten nur noch sechs Chorherren. Da Absalon weder mit ihrer Bildung noch mit ihrer Lebensführung zufrieden war, lud er seinen ehemaligen Studienfreund ein, das Stift zu reformieren. Nach mehrmonatiger Reise traf Wilhelm am 18. August 1165 mit drei weiteren Mönchen in Ringsted ein, wo er von König und Bischof empfangen wurde. Als Abt von Eskilsø führte er dort die Augustinerregel ein und legte einen Klostergarten an. Auch hier machte er sich durch seine Rigorosität so unbeliebt, dass zwei der dänischen Chorherren das Stift verließen und die verbliebenen ihm später sogar nach dem Leben trachteten. Er selbst litt unter dem ungewohnten Seeklima und der Abgelegenheit seines ärmlichen Klosters.

### Abt von Æbelholt
Um Wilhelm zu halten, machte Absalon dem Kloster 1171 eine große Landschenkung auf Seeland im Kirchspiel Tjæreby nahe der Hauptstraße zwischen Roskilde und Helsingør. Nachdem die ersten Wohngebäude und eine kleine, dem Apostel Thomas geweihte Kapelle fertiggestellt waren, siedelte der Konvent um. Der Bau der Klosterkirche verzögerte sich bis nach Wilhelms Tod. Daher diente den Mönchen vermutlich zunächst die dem Parakleten geweihte Pfarrkirche des Ortes, die dem Kloster inkorporiert wurde, als Ort für ihre Stundengebete. Das Stift wurde nach den Patrozinien von Eskilsø und Tjæreby monasterium sancti Thomæ de paraclito, Kloster des heiligen Thomas vom Heiligen Geist, benannt.
Absalon und sein Cousin Sune Ebbesen, der Besitzer des nahegelegenen Guts Knardrup, unterstützten das Stift regelmäßig. Unter Abt Wilhelm entwickelte es sich schnell zu Dänemarks größtem und bedeutendstem Kloster. Nach nur wenigen Jahren lebten bereits 25 Kanoniker im Stift, die regelmäßig mehr als hundert Reisende beherbergten. Das von Wilhelm angelegte Hospital wurde Anziehungspunkt für Kranke im weiten Umkreis. Nach dem Vorbild des Königs vertrauten Adlige dem gelehrten Abt ihre Kinder zur Ausbildung an. Auch Sune Ebbesen ließ seine Söhne Anders und Peder Sunesen von Wilhelm unterrichten, ehe sie zur Vervollständigung ihrer Bildung nach Paris und Bologna gingen. Zu Peder, der 1192 Absalons Nachfolger als Bischof von Roskilde wurde, unterhielt Wilhelm zeitlebens ein gutes Verhältnis, das sich auch in seinem Briefwechsel spiegelt.

### Politik
Durch seine Bildung und seine internationalen Kontakte empfahl sich Wilhelm auch als Diplomat. Mehrmals reiste er im königlichen Auftrag an den päpstlichen Hof. So handelte er 1177 für Absalon die Erlaubnis aus, nach seiner Ernennung zum Erzbischof von Lund zugleich Bischof in Roskilde bleiben zu dürfen.
Während der Baglerkriege in Norwegen flohen der Erzbischof von Trondheim Eirik Ivarsson und mehrere andere norwegische Bischöfe 1190 in das verbündete Dänemark und hielten sich mehrere Jahre bei Wilhelm in Æbelholt auf. Nach Rückkehr der Bischöfe nach Norwegen unterstützte Wilhelm den Aufbau eines Augustinerstifts in Kungahälla und entsandte dafür einige Kanoniker des Æbelholter Stifts nach Norwegen.
Im Fall des Schleswiger Bischofs Waldemar, den König Knut VI. 1192 gefangensetzte, stand Wilhelm dagegen auf Seiten des Königs gegen die Kurie in Rom. Es gelang ihm darüber hinaus, Waldemars Klostergründung in Guldholm aus der Abhängigkeit des Bischofs zu lösen. Aus diesem Zusammenhang sind mehrere seiner Briefe an Papst Coelestin III. erhalten.
Im Frühjahr 1193 unterstützte Wilhelm zusammen mit dem Bischof Stephan von Tournai die Werbung des französischen Königs Philipp II. August um Ingeborg, die Schwester des dänischen Königs. Als Mitgift sollte Ingeborg neben einem hohen Geldbetrag und dem auf der Abstammung von Knut dem Großen beruhenden Anspruch auf England für ein Jahr ein dänisches Heer bekommen, das dem französischen König im Krieg gegen das Angevinische Reich zur Verfügung stehen sollte. Gemeinsam mit seinem ehemaligen Schüler Peder Sunesen begleitete Wilhelm die Prinzessin nach Frankreich. Doch nach der Hochzeitsnacht verstieß Philipp II. August seine Braut und drängte auf Annullierung der Ehe. Um diese zu verhindern, schickte Knut VI. Wilhelm 1195 mit seinem Kanzler Anders Sunesen nach Rom. Die von Wilhelm verfasste Genealogie der dänischen Könige erbrachte den Nachweis, dass keine zu enge Blutsverwandtschaft bestand, die kirchenrechtlich ein Ehehindernis dargestellt hätte, wie die französische Seite behauptete. Doch blieb die Mission erfolglos. Philipp II. August ließ die dänische Delegation, die ihn im Namen des Papstes beauftragte, seine Frau wieder zu sich zu nehmen, gefangensetzen und verbannte Ingeborg in ein Kloster und verhinderte auch, dass sie die Briefe, die Wilhelm ihr schrieb, erhielt.

## Tod und Verehrung

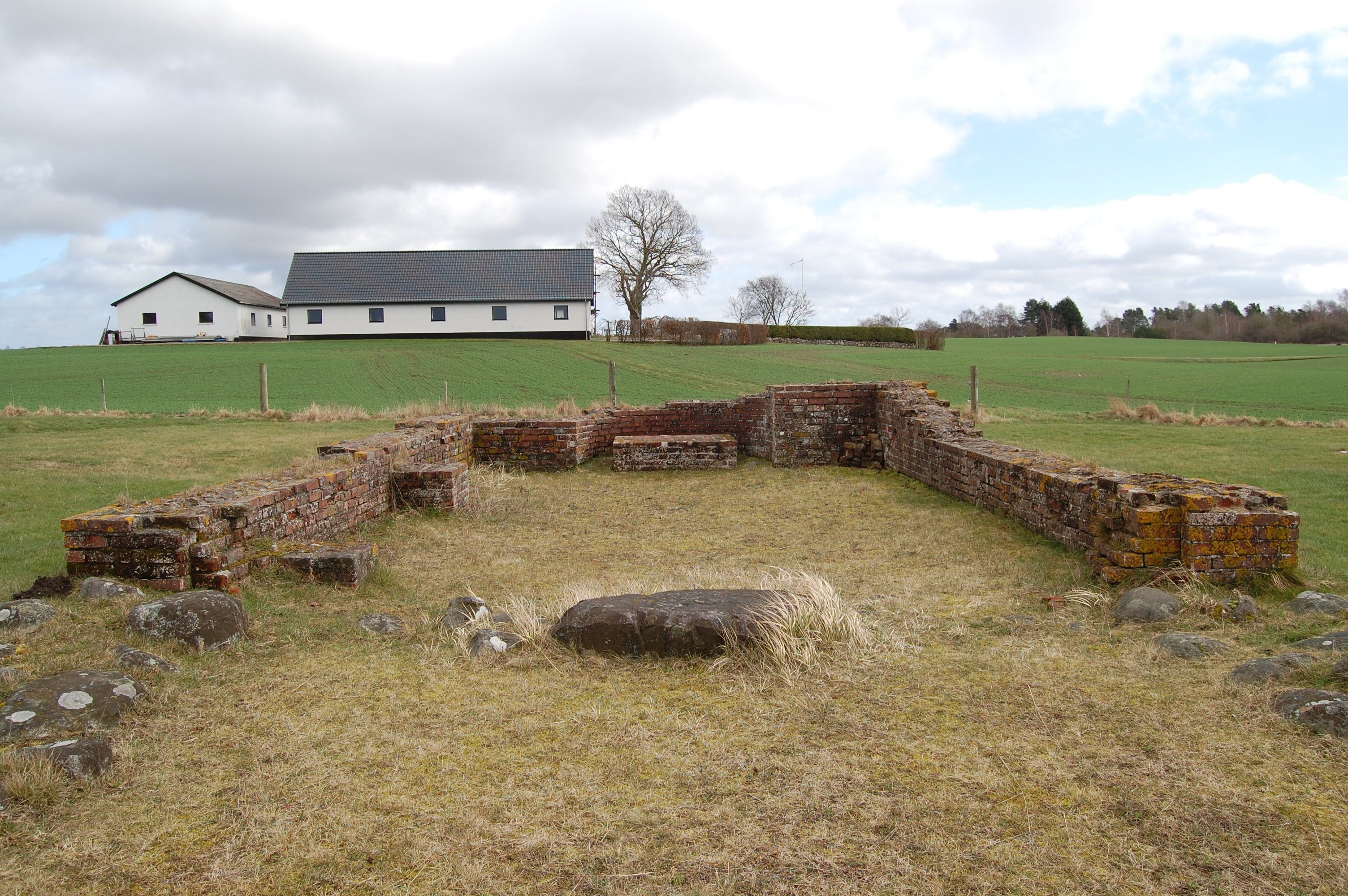
Fundamente der Kapelle im Kloster Æbelholt, vermutlich Wilhelms ursprüngliche Grablege

Nach seiner Rückkehr aus Frankreich bat Wilhelm den dänischen König vergeblich um die Erlaubnis, sich in Frankreich zur Ruhe setzen zu dürfen. Er musste jedoch in Dänemark bleiben, überlebte König Knud VI. und Erzbischof Absalon und starb schließlich am Ostersonntag 1203 in Æbelholt. Er wurde vor dem St.-Thomas-Altar begraben, vermutlich in der Kapelle, da die Kirche selbst noch nicht fertiggestellt war. Die Heiligenverehrung setzte sofort ein. Zahlreiche Wunder sollen sich an seinem Grab ereignet haben. Zudem verwendete man im Hospital zwei seiner Zähne als Heilmittel. So wird berichtet, dass Kontakt mit Wasser, in das einer der Zähne getaucht wurde, ein Mädchen von einer Augenentzündung geheilt habe. Wilhelms ehemaliger Schüler Andres Sunesen, nunmehr als Absalons Nachfolger Erzbischof von Lund, regte die Heiligsprechung seines Lehrers an, woraufhin der Papst Honorius III. eine Untersuchung anforderte. Einer von Wilhelms Schülern verfasste eine Heiligenvita mit Belegen weiterer Wunder, auf deren Grundlage Wilhelm am 21. Januar 1224 kanonisiert wurde.
Die Übertragung seiner Reliquien zum Hochaltar der endlich fertiggestellten Klosterkirche fand erst am 16. Juni 1238 statt. Gleichzeitig erhielten auch andere Kirchen Teile seines Körpers – ein ganzer Arm ging an den Dom in Roskilde – und seiner Kleidung zur Verehrung. So wurde seine Wollmütze dem Dom zu Lund überlassen. Das Stift wurde im Volksmund St.-Wilhelms-Kloster genannt. Anlässlich der Reliquientranslation wurde ein Ablass für alle verkündet, die jährlich am 16. Juni der Messe in der Æbelholter Kirche beiwohnten. Auswärtige und Pilger konnten den Heiligen ganzjährig in der kleinen Kapelle außerhalb der Klausur verehren.

## Gedenktag
Wilhelms Gedenktag im katholischen Heiligenkalender ist sein Todestag, der 6. April. Der 16. Juni, der Tag der Reliquientranslation, wurde vor der Reformation in Dänemark mit einem Jahrmarkt im Kloster Æbelholt begangen. Nach der Auflösung des Klosters 1561 wurde der Jahrmarkt zum Schloss Frederiksborg verlegt, das aus dem Baumaterial des abgetragenen Klosters errichtet wurde.

## Briefsammlung
Wilhelms Briefsammlung ist ein einzigartiges literarisches Zeugnis für das dänische Mittelalter. Diese Briefe entstanden größtenteils in den 1190er Jahren als Abschriften der von Wilhelm versandten Korrespondenz. Sie sind einerseits historische Quellen und eine Form der Autobiographie. Gleichzeitig war die Sammlung, die möglicherweise nach Wilhelms Tod überarbeitet wurde, als Musterbuch zum Briefeschreiben gedacht.

## Werke
- Verzeichnis der Schriften von Wilhelm Abbas. In: documentacatholicaomnia.
- Wilhelmus in Dania Abbas: Epistolae. Edition der Briefe (= Migne. Patrologia Latina. Band 209). Sp. 635–728 (Latein, documentacatholicaomnia.eu [PDF; abgerufen am 3. Juli 2024]).